# Ендрю Фаєр
Ендрю Фаєр (англ. Andrew Z. Fire) (нар. 27 квітня 1959, Пало-Альто, Каліфорнія) — американський вчений, молекулярний генетик.
Ендрю Фаєр є професором патології та генетики у медичній школі Стенфордського університету.
У 2006 отримав Нобелівську премію з фізіології і медицини разом із Крейгом Мелло за «відкриття РНК інтерференції — пригнічення експресії генів дволанцюговою РНК». Дослідження були проведені у Інституті Карнегі у Вашингтоні, результати були опубліковані у 1998 р.